# D.I.C.E. Awards 2022
25-я церемония награждения D.I.C.E. Awards (англ. 25th Annual D.I.C.E. Awards) прошла 24 февраля 2022 года и отметила выдающиеся достижения игровой индустрии за 2021 год. Церемония была проведена Академией интерактивных искусств и наук в рамках D.I.C.E. Summit 2022 в Мандалай-Бэй, Невада. Ведущими выступили Грег Миллер и Джессика Чобот.
Номинации были объявлены 13 января 2023 года. По итогам церемонии It Takes Two была признана игрой года, Ratchet & Clank: Rift Apart одержала победу в наибольшем количестве номинаций, а в зал славы Академии вошёл Эд Бун — один из создателей серии Mortal Kombat. Фил Спенсер, генеральный директор Microsoft Gaming, был удостоен награды Lifetime Achievement Award.

## Награды
| Игра года Победитель: - It Takes Two Номинанты: - Deathloop - Inscryption - Ratchet & Clank: Rift Apart - Returnal | Онлайн-игра года Победитель: - Halo Infinite Номинанты: - Back 4 Blood - Call of Duty: Vanguard - Final Fantasy XIV: Endwalker - Knockout City                                                   |
| Мобильная игра года Победитель: - Pokémon Unite Номинанты: - Behind the Frame - Fantasian - League of Legends: Wild Rift - Moncage | Выдающееся достижение среди инди-игр Победитель: - Unpacking Номинанты: - Death's Door - Inscryption - Loop Hero - Sable                                                                         |
| VR-игра года Победитель: - Lone Echo II Номинанты: - Demeo - I Expect You To Die 2: The Spy and the Liar - Resident Evil 4 VR - Song in the Smoke | Техническое достижение в сфере VR Победитель: - Lone Echo II Номинанты: - Puzzling Places - Resident Evil 4 VR - Song in the Smoke - YUKI                                                        |
| Выдающееся достижение в игровой режиссуре Победитель: - Deathloop Номинанты: - It Takes Two - Inscryption - Ratchet & Clank: Rift Apart - The Artful Escape                                                                                            | Выдающееся достижение в геймдизайне Победитель: - It Takes Two Номинанты: - Deathloop - Inscryption - Loop Hero - Ratchet & Clank: Rift Apart                                                    |
| Выдающееся достижение в области анимации Победитель: - Ratchet & Clank: Rift Apart Номинанты: - Call of Duty: Vanguard - Deathloop - Kena: Bridge of Spirits - Resident Evil Village                                                                   | Выдающееся достижение в художественном оформлении Победитель: - Ratchet & Clank: Rift Apart Номинанты: - Call of Duty: Vanguard - Deathloop - Kena: Bridge of Spirits - Resident Evil Village    |
| Выдающееся достижение в создании персонажей Победитель: - Леди Димитреску (Resident Evil Village) Номинанты: - Кольт Ван (Deathloop) - Кена (Kena: Bridge of Spirits) - Алекс Чен (Life Is Strange: True Colors) - Ривет (Ratchet & Clank: Rift Apart) | Выдающееся достижение в оригинальном саундтреке Победитель: - Returnal Номинанты: - Deathloop - It Takes Two - Kena: Bridge of Spirits - Psychonauts 2                                           |
| Выдающееся достижение в звуковом дизайне Победитель: - Returnal Номинанты: - Forza Horizon 5 - Halo Infinite - It Takes Two - Ratchet & Clank: Rift Apart                                                                                              | Выдающееся достижение в повествовании Победитель: - Guardians of the Galaxy Номинанты: - Before Your Eyes - Inscryption - Psychonauts 2 - The Forgotten City                                     |
| Выдающееся достижение в области технологий Победитель: - Ratchet & Clank: Rift Apart Номинанты: - Battlefield 2042 - Forza Horizon 5 - Moncage - Returnal                                                                                              | Экшен года Победитель: - Halo Infinite Номинанты: - Deathloop - Metroid Dread - Returnal - The Ascent                                                                                            |
| Приключенческая игра года Победитель: - Guardians of the Galaxy Номинанты: - Death’s Door - It Takes Two - Psychonauts 2 - Resident Evil Village | Семейная игра года Победитель: - Ratchet & Clank: Rift Apart Номинанты: - Animal Crossing: New Horizons – Happy Home Paradise - Cozy Grove - Mario Party Superstars - WarioWare: Get It Together |
| Файтинг года Победитель: - Guilty Gear Strive Номинанты: - Melty Blood: Type Lumina - Nickelodeon All-Star Brawl | Гоночная игра года Победитель: - Forza Horizon 5 Номинанты: - F1 2021 - Hot Wheels Unleashed |
| Ролевая игра года Победитель: - Final Fantasy XIV: Endwalker Номинанты: - Pathfinder: Wrath of the Righteous - Shin Megami Tensei V - Tales of Arise - Wildermyth                                                                                      | Спортивная игра года Победитель: - Mario Golf: Super Rush Номинанты: - FIFA 22 - NBA 2K22 - Riders Republic - The Climb 2                                                                        |
| Стратегия/симулятор года Победитель: - Age of Empires IV Номинанты: - Gloomhaven - Griftlands - Inscryption - Loop Hero | |

Источник: